# Ben Bartlett
Benjamin Bartlett, mieux connu sous le nom de Ben Bartlett, né le 17 mars 1965 à Londres, est un guitariste et compositeur britannique de musique de film et de musique symphonique.

## Biographie
Benjamin Bartlett approche la musique dès l'âge de six ans en s’exerçant sur la guitare espagnole de son grand-père. Il étudie la musicologie et la composition à l'université de Londres et obtient une bourse à la Guildhall School of Music où il a remporte un premier prix en composition.
Il est principalement connu pour avoir été le créateur de la musique de fond de la série de documentaires sur la nature de la BBC, entre autres Sur la terre des dinosaures (Walking with Dinosaurs, 1999), Sur la terre des monstres disparus (Walking with Beasts, 2001), Chased by Dinosaurs (2002) et Sur la terre des géants (Walking with Monsters, 2005). Les deux premiers étant ses deux seules bandes originales ayant été commercialisées.

## Filmographie
- 1999 : The Making of 'Walking with Dinosaurs' (TV)
- 1999 : Sur la terre des dinosaures (Walking with Dinosaurs) (série télévisée)
- 2000 : Maisie's Catch
- 2000 : The Secret World of Michael Fry (série télévisée)
- 2000 : L'Incroyable Aventure de Big Al (The Ballad of Big Al) (TV)
- 2001 : Triumph of the Beasts (TV)
- 2001 : Sur la terre des monstres disparus (Walking with Beasts) (série télévisée)
- 2002 : The Giant Claw: A 'Walking with Dinosaurs' Special (TV)
- 2002 : Land of Giants: A 'Walking with Dinosaurs' Special (TV)
- 2003 : Chased by Dinosaurs (série télévisée)
- 2003 : Les Monstres du fond des mers (Sea Monsters: A Walking with Dinosaurs Trilogy) (série télévisée)
- 2004 : Conviction (en) (série télévisée)
- 2003 : Absolute Power (en) (série télévisée)
- 2005 : Legless (TV)
- 2005 : Sur la terre des géants (Walking with Monsters) (série télévisée)
- 2005 : The Ghost Squad (série télévisée)
- 2006 : Blood Trails de Robert Krause
- 2006 : The Chase (série télévisée)
- 2007 : The Mark of Cain (en)
- 2007 : Lusitania: Murder on the Atlantic (TV)
- 2007 : L'Œil du tueur (Empathy) (téléfilm)
- 2008 : Fairy Tales (série télévisée)
- 2008 : He Kills Coppers (TV)
- 2008 : Midnight Man (série télévisée)
- 2008 : Bonekickers (série télévisée)
- 2008 : Fiona's Story (TV)
- 2008 : Mutual Friends (série télévisée)
- 2008 : Thrilla in Manila (TV)
- 2009 : Hunter (série télévisée)
- 2010 : Some Dogs Bite (TV)
- 2010 : The Making of Some Dogs Bite
- 2011 : Kissinger (TV)
- 2011 : The Runaway (en) (série télévisée)
- 2011-aujourd'hui : Les Enquêtes de Vera (série télévisée)
- 2012 : Eternal Law (série télévisée)
- 2013 : Mad Dogs (série télévisée)
- 2013 : Lucan (TV)
- 2015 : The Trials of Jimmy Rose (série télévisée)
- 2016 : Tunnel (série télévisée)

## Prix et récompenses
La musique de Sur la terre des dinosaures lui vaut en 1999 le British Academy Television Craft Awards de la meilleure musique.